# Serpente di bronzo (Michelangelo)
Il Serpente di bronzo è un affresco (585×985 cm) di Michelangelo Buonarroti, databile al 1511-1512 circa e facente parte della decorazione della volta della Cappella Sistina, nei Musei Vaticani a Roma, commissionata da Giulio II.

## Storia
Nel dipingere la volta, Michelangelo procedette dalle campate vicino alla porta d'ingresso, quella usata durante i solenni ingressi in cappella del pontefice e del suo seguito, fino alla campata sopra l'altare. Il Serpente di bronzo (Numeri 21,1-9) quindi, che è il pennacchio a sinistra dell'altare, fu una delle ultime scene a essere realizzata.

## Descrizione e stile

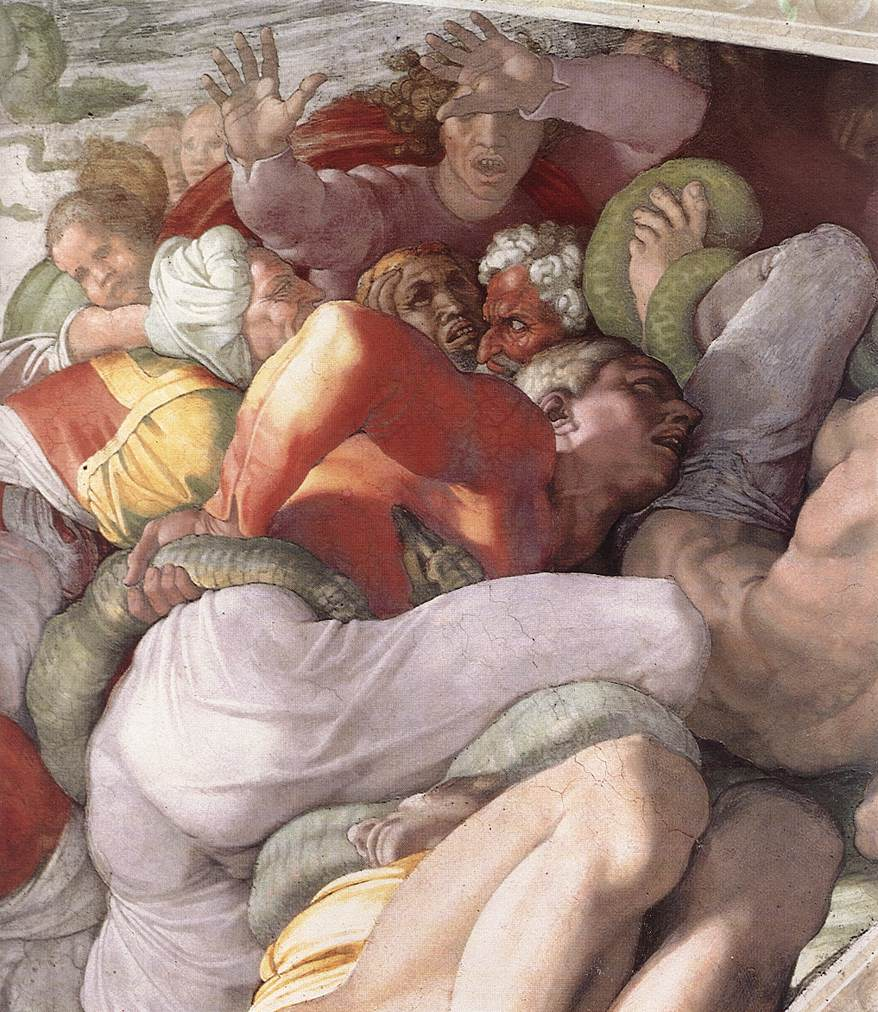
Dettaglio

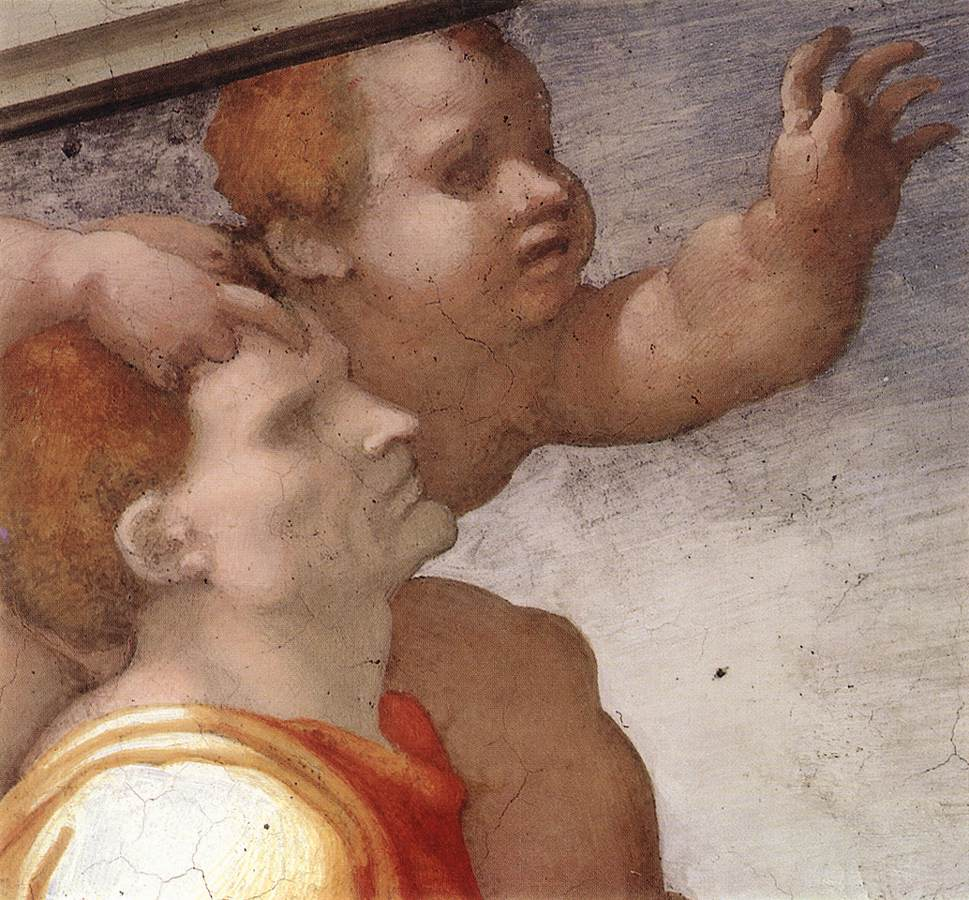
Dettaglio

Il Serpente di bronzo fa parte dei quattro pennacchi con storie del Vecchio Testamento, legate alla protezione del popolo d'Israele da parte di Dio. Gli Israeliti, colpevoli di aver mormorato contro Dio e contro Mosè, vengono puniti con l'invio di serpenti velenosi a uccidere i peccatori. Mosè però, impietosito e pentito del suo accesso d'ira, forgia un serpente di bronzo (Necustan): chiunque, morsicato dai serpenti velenosi, si sarebbe potuto salvare solo guardando verso esso.
La scena delle punizione occupa gran parte del pennacchio a destra, con un indescrivibile tumulto di corpi intrecciati, reso ancora più espressivo dalla cromia violenta e dal frequente uso di cangianti, soprattutto nei toni rossi e gialli. Violente sono le torsioni, i volti sono trasformati in maschere urlanti di terrore e vorticosi sono gli scorci, come quello dell'uomo seminudo in primo piano, del quale si vedono le gambe piegate e lo scorcio della testa dal basso. Al centro torreggia il serpente bronzeo issato e a sinistra si trova il gruppo degli scampati, che implorano, con gli sguardi e ampi gesti, l'immagine salvifica.
Molto ammirato da Vasari, l'affresco fu un prezioso exemplum per un certo filone dei Manieristi, soprattutto da Giulio Romano fino allo stesso Vasari.
In questa scena, come nelle altre immediatamente vicine, l'artista insistette particolarmente sugli scorci, in rapporto a una lettura degli affreschi che prevalentemente doveva avvenire lungo l'asse centrale, dalla porta cerimoniale verso l'altare.
Da un punto di vista iconologico la scena è una prefigurazione della crocifissione di Gesù: si legge nel Vangelo di Giovanni «come Mosè innalzò il serpente di bronzo nel deserto, così il figlio dell'uomo sarà innalzato» (3,14).
Alcuni rettangoli scuri testimoniano lo stato delle pitture prima del restauro.